# Інгалянт

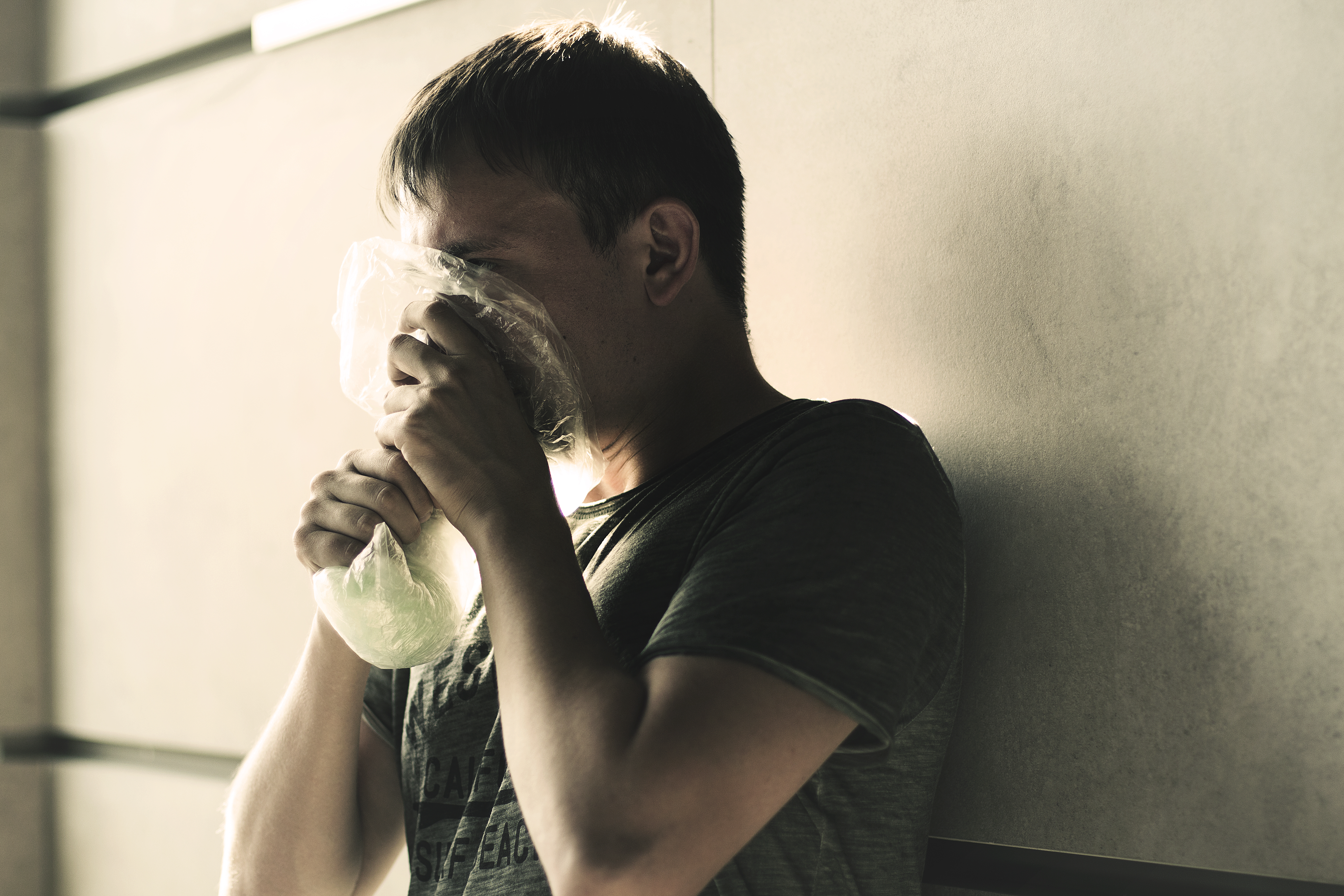
Чоловік вдихає інгалянт

Інгалянти (від лат. inhalare, дихати) — це широкий спектр побутових і промислових хімічних речовин, чиї летючі пари або стиснені гази можуть бути концентровані і вдихатися через ніс або рот для викликання сп'яніння (інтоксикації), що не передбачено виробником. Їх вдихають при кімнатній температурі через випаровування (у випадку бензину та ацетону) або зі стиснутого балона (наприклад, оксид азоту чи бутан). До інгалянтів не включають наркотики, які вдихають після горіння або нагрівання. Наприклад, амільнітрит (поперси), оксид азоту та толуен (розчинник, який широко використовується в контактному цементі, маркерах і деяких видах клею) вважаються інгалянтами, але куріння тютюну, канабісу та кокаїну не вважається таким, навіть якщо ці наркотики вдихаються як дим чи пара. Залежність від інгалянтів називається токсикоманія.
Хоча деякі інгалянти призначені лікарями і використовуються для медичних цілей, наприклад, інгаляційні анестетики та оксид азоту (засіб для знеболювання та зняття тривоги, призначений стоматологами), ця стаття акцентує увагу на використанні побутових та промислових аерозолів, клеїв, пального та інших продуктів таким чином, який не передбачений виробником, для виклику сп'яніння чи інших психоактивних ефектів. Згідно зі звітом Національного інституту з питань наркотиків 1995 року, найсерйозніше вживання інгалянтів відзначається серед бездомних дітей та підлітків, які "... живуть на вулиці повністю без сімейних зв'язків." Інгалянти — єдиний тип речовин, який більше поширений серед молодших підлітків, ніж серед старших підлітків. Пари або аерозольні гази інгалянтів вдихають за допомогою пластикових пакетів, тримаючи їх над ротом, або вдихають із гумової рукавички, насиченої розчинником, чи з відкритого контейнера.
Ефекти інгалянтів варіюють від сп'яніння, схожого на алкогольне, та інтенсивної ейфорії до яскравих галюцинацій, залежно від речовини та дози. Вживання інгалянтів завдає травм через шкідливі ефекти розчинників та газів або через інші хімічні речовини, які використовуються в інгалянтах. У деяких випадках люди помирали від гіпоксії (нестачі кисню), пневмонії, серцевої недостатності, зупинки серця чи вдихання блювоти. При довготривалому вживанні інгалянтів спостерігається пошкодження мозку.